# Max Abramovitz
Max Abramovitz (Chicago, 23 maggio 1908 – New York, 12 settembre 2004) è stato un architetto statunitense.
La notorietà della sua opera, ispirata a quella di Le Corbusier e legata a quella di Wallace Kirkman Harrison, è dovuta principalmente al contributo dato alla soluzione del problema della facciata del grattacielo. Ha insegnato nelle scuole di architettura delle università Yale, dal 1939 al 1942, e Columbia.

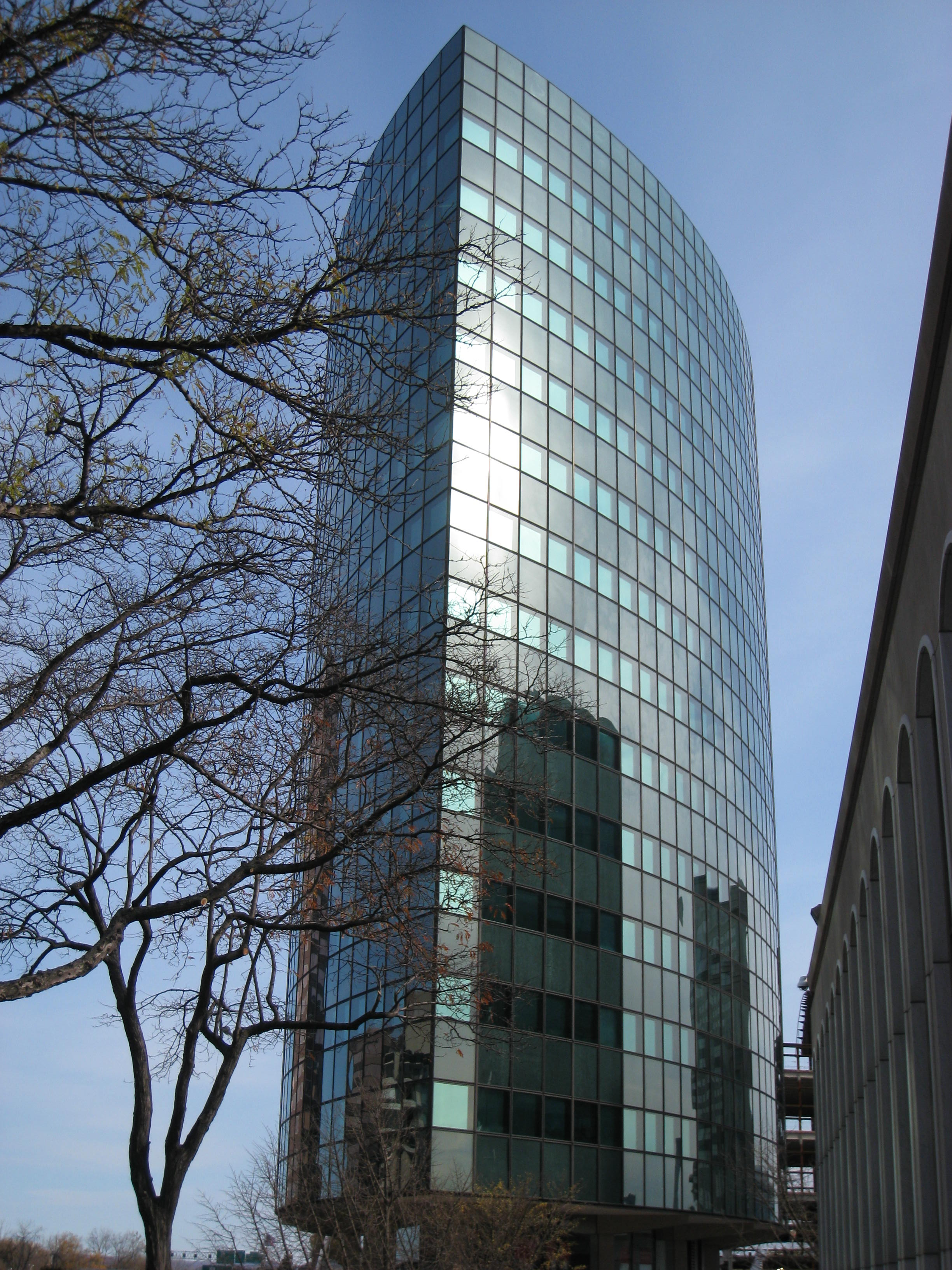
Phoenix Mutual Life Insurance Building, Constitution Plaza, Hartford, Connecticut, USA. Max Abramovitz, architetto. Completato nel 1964.

## Costruzioni

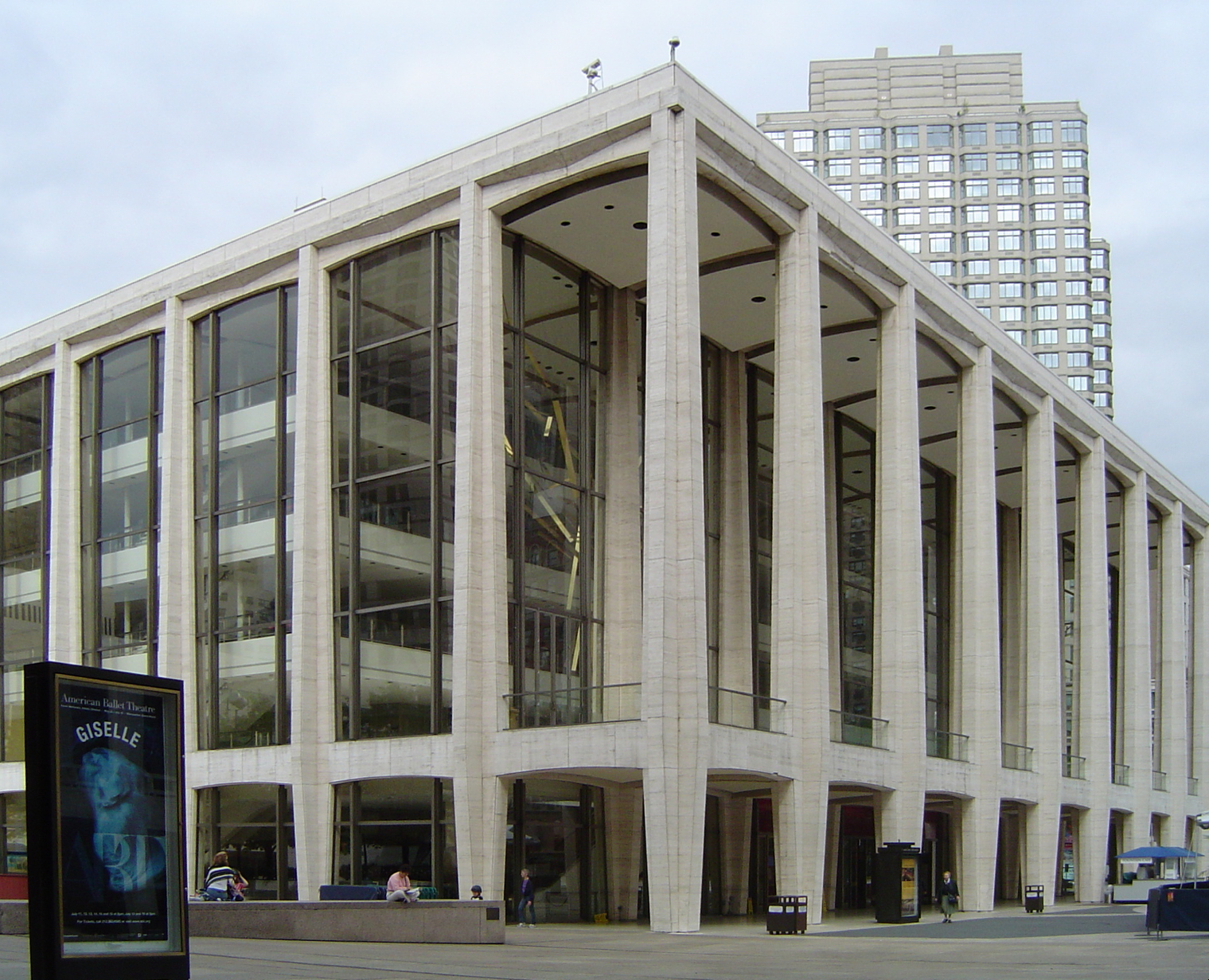

- 1949 – Uffici della Aluminium Company of America a Davenport nell'Iowa
- 1951 – Grattacielo rivestito in pannelli d'alluminio a Pittsburgh
- 1953-1957 – Palazzo delle Nazioni Unite a New York su impianto volumetrico di Le Corbusier
- 1958 – Edificio per la IBM a New York
- 1961 – Dag Hammarskjöld Library per le Nazioni Unite a New York
- 1962-1963 – Sala per concerti e il teatro d'opera nel Lincoln Center
- 1963 – Aeroporto La Guardia a New York
- 1969 – Centro spettacoli dell'Università dell'Illinois all'Urbana-Champaign
- 1976 – Scuola per le Nazioni Unite a New York